# جدوى للاستثمار
 جدوى للاستثمار هي شركة مساهمة سعودية تعمل تحت إشراف هيئة أسواق المال العربية السعودية، أُسّست في عام 2006، مقرها في الرياض.

## البداية
بموجب قرار هيئة سوق المال رقم 37-6034 الذي نُشر في 21 أغسطس 2006 حصلت جدوى على ترخيص لتقديم جميع أنواع الخدمات الاستثمارية بما في ذلك: التعامل والإدارة والحراسة والترتيب وتقديم المشورة.
بدأت عملياتها المصرفية الاستثمارية الكاملة في مارس 2007 برأس مال مدفوع قدره 500 مليون ريال سعودي من قبل نخبة من رجال الأعمال والصناعة الأبرز والأكثر نفوذاً في المملكة والذين ساعدوا على وضع أساس قوي وصلب لنمو الشركة على المدى الطويل، وتم الانتهاء من السنة المالية الأولى في 31 ديسمبر 2007.
وفي شهر أبريل من العام 2014 وافق مجلس هيئة السوق المالية السعودية على زيادة رأس مال شركة جدوى للاستثمار إلى 852,735 مليون ريال سعودي.
يتم الإشراف على جميع الخدمات الاستثمارية التي تقدمها جدوى للاستثمار من قبل هيئة الرقابة الشرعية وهي متوافقة بالكامل مع أحكام الشريعة. تشمل الأقسام التشغيلية إدارة الأصول والخدمات المصرفية الاستثمارية والبحوث والاستثمارات الخاصة ووساطة الأسهم.

## الملكية
من الشركاء المؤسسين: فيصل بن سلمان -رئيس مجلس الإدارة- شركة محمد وعبد الله إبراهيم السبيعي ومجموعة الزامل وعبد الرحمن صالح الراجحي ومحمد إبراهيم العيسى وعبد الرحمن الرويتع وعبد اللطيف كانو، ويُعد طارق السديري هو الرئيس التنفيذي للشركة.
حصلت الشركة الماليزية Khanazah Nasional على 10% من رأس مال جدوى للاستثمار بقيمة إجمالية تبلغ 284.25 مليون ريال سعودي (75.90 مليون دولار أمريكي أو 270.85 مليون رينغيت ماليزي)، بعد هذه الاتفاقية أصبح كل من تان سري داتو عزمان مختار وإقبال أحمد خان عضوين في مجلس أمناء الشركة بالإضافة إلى أعضاء سعوديين.